# Masula

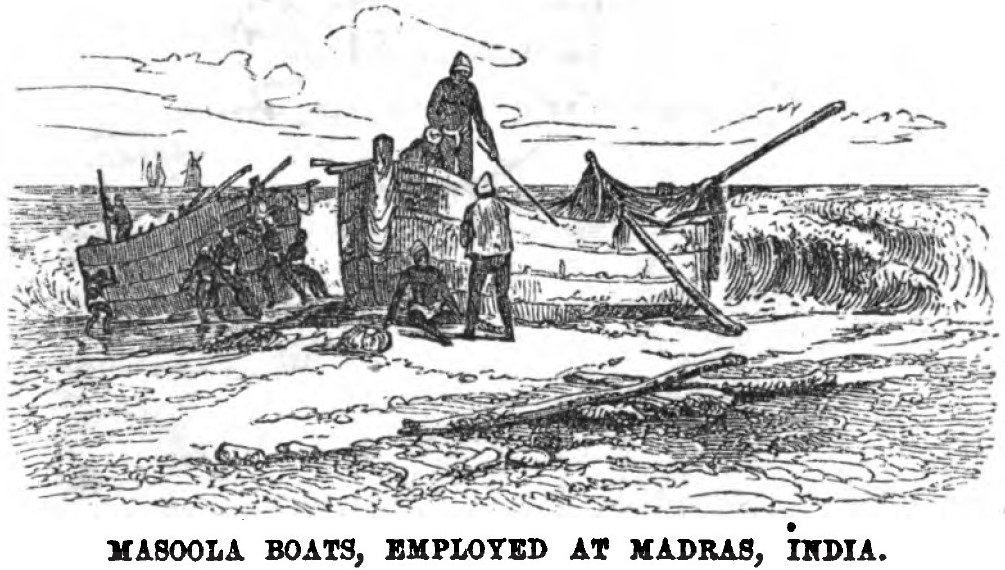
Un masula sur une illustration de 1848, on devine le bordage assemblé, on observe les rames et la grande hauteur des bords qui caractérise ce type de bateau.

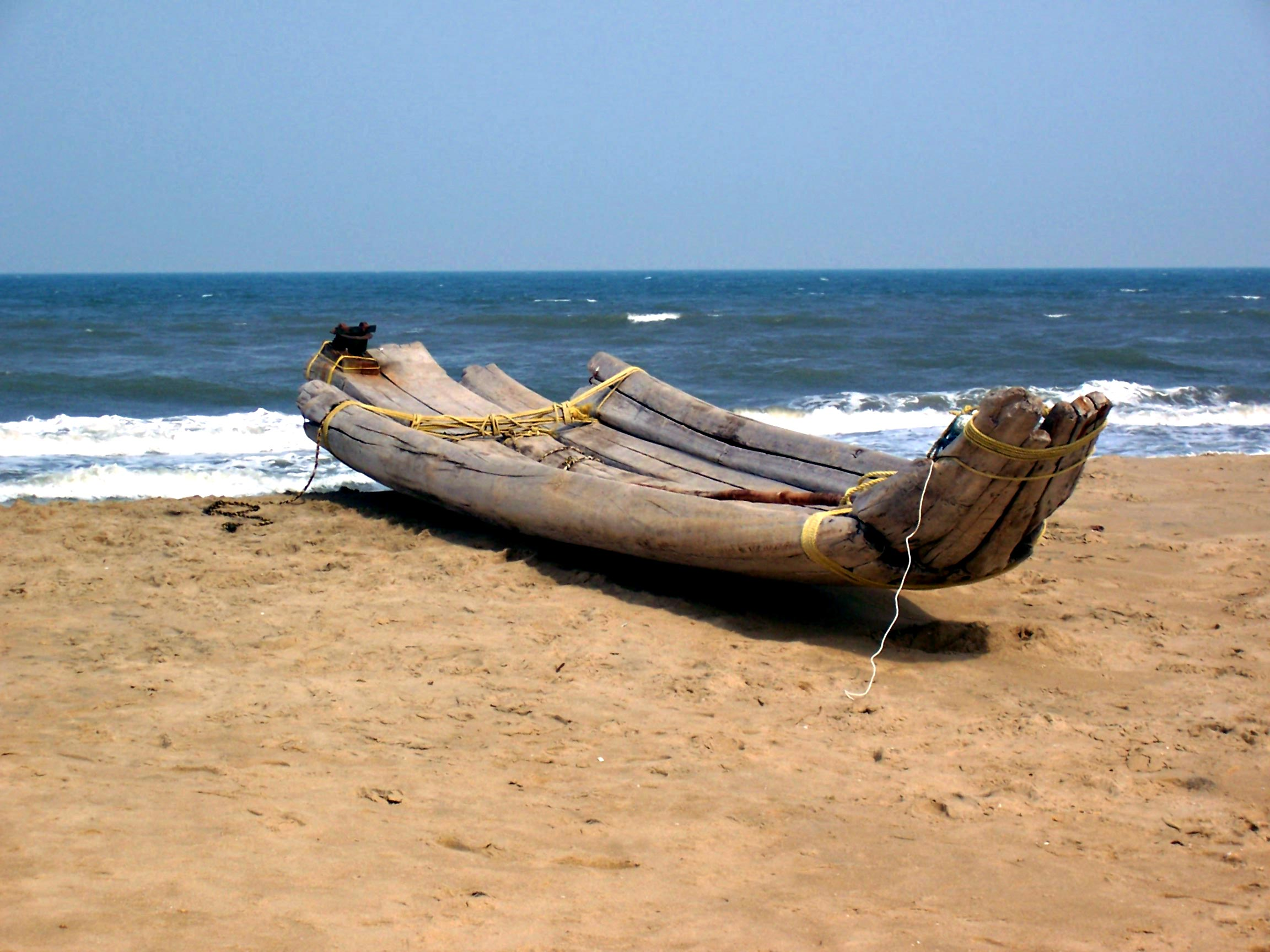
Masula rudimentaire sur une plage de Chennai (Madras) en Inde.

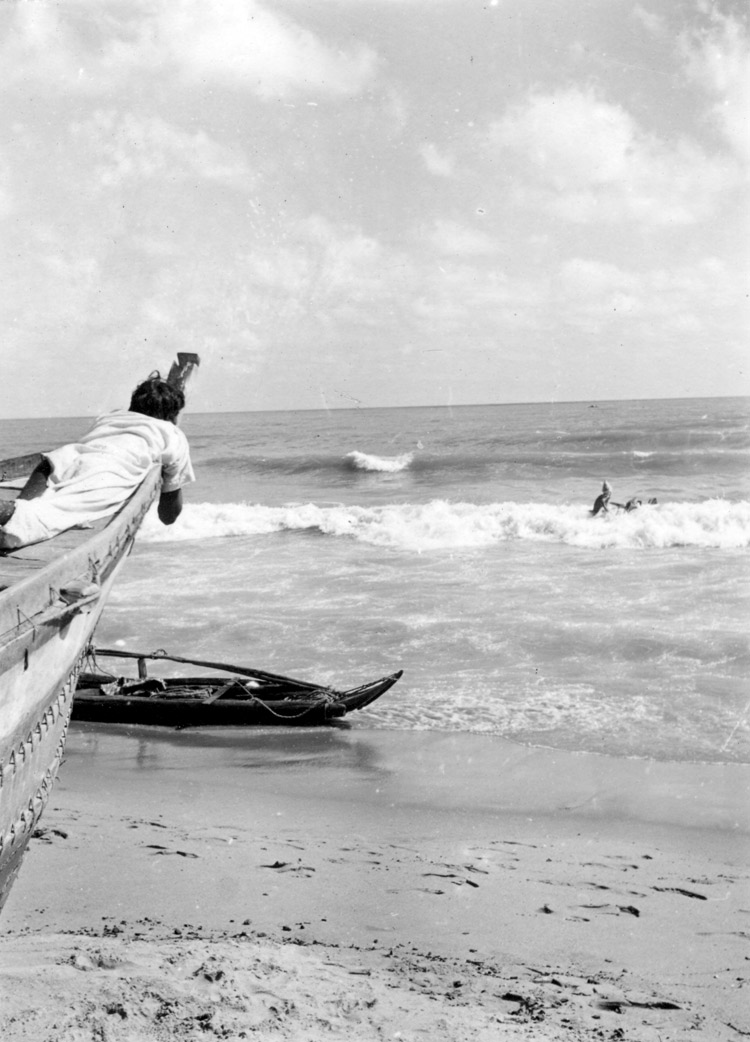
Proue d'un masula à Madras en 1945 (on y observe l'assemblage cousu caractéristique)

Un Masula est un type de bateau cousu traditionnel, à rames sans voile, principalement utilisé sur la côte de Madras (l'actuelle ville de Chennai), en Inde pour la pêche et le transbordement de marchandises.

## Description

### Usage et répartition géographique
Ces embarcations sont particulièrement utilisées pour la pêche et le transport de marchandises d'un bateau à un autre, souvent en pleine mer. Il est donc adapté a des zones sans ports ou refuges, utilisé pour transférer des biens d'un navire à un autre, principalement sur la côte de Coromandel agitée par les vagues.
Les masulas sont utilisés notamment sur le long de la côte orientale de l'Inde, au nord du cap Calimere. 

### Conception
Localement connu sous le nom de padagu ou salangu, parmi les pêcheurs, le masula aussi écrit masoola ou masulah est un grand bateau ouvert à fond plat et à bords hauts, caractérisé par une conception rustique, composée de planches en bois de manguier cousues avec des fils de coco qui se croisent sur une ouate de même matériau, mais sans armatures ni nervures de sorte que le choc dû au ressac est atténué.
La typologie varie d'un côté à l'autre de la côte, entre la côte de l'Andhra et la côte de l'Orissa, entre Kakinada et Machilipatnam.
La dimension moyenne des masulas varient légèrement selon les régions, généralement entre 9 et 11 m de longueur, pour une largeur maximale de 3 m et jusqu'à 2,5 m de profondeur.
Cependant, sur la côte de Coromandel, ce type est distinctement plus court (8,5 m environ), tandis que dans la région nord de la côte l'Andhra, principalement dans les districts de Godavari et de Visakhapatnam, il dépasse 12 m de long. Cependant, la largeur mesure environ 2,5 m en moyenne pour une profondeur de 1,2 m dans toute la région.
Un œil est parfois peint sur la proue des bateaux dans la région de Madras.
Ils sont équipés de rames manœuvrées par un équipage variant de 8 à 12 hommes. Les pagaies sont constitués d'une planche mesurant 35 cm de longueur pour 25 cm de large. Elles sont fixées au bout d'une tige en bambou ou en casuarina. Les rameurs sont dirigés par un ou deux hommes et deux personnes sont occupés à écoper.
Il n'y a ni mât, ni voile sur les masulas, car ils ne s’éloignent jamais du rivage.

## Historique

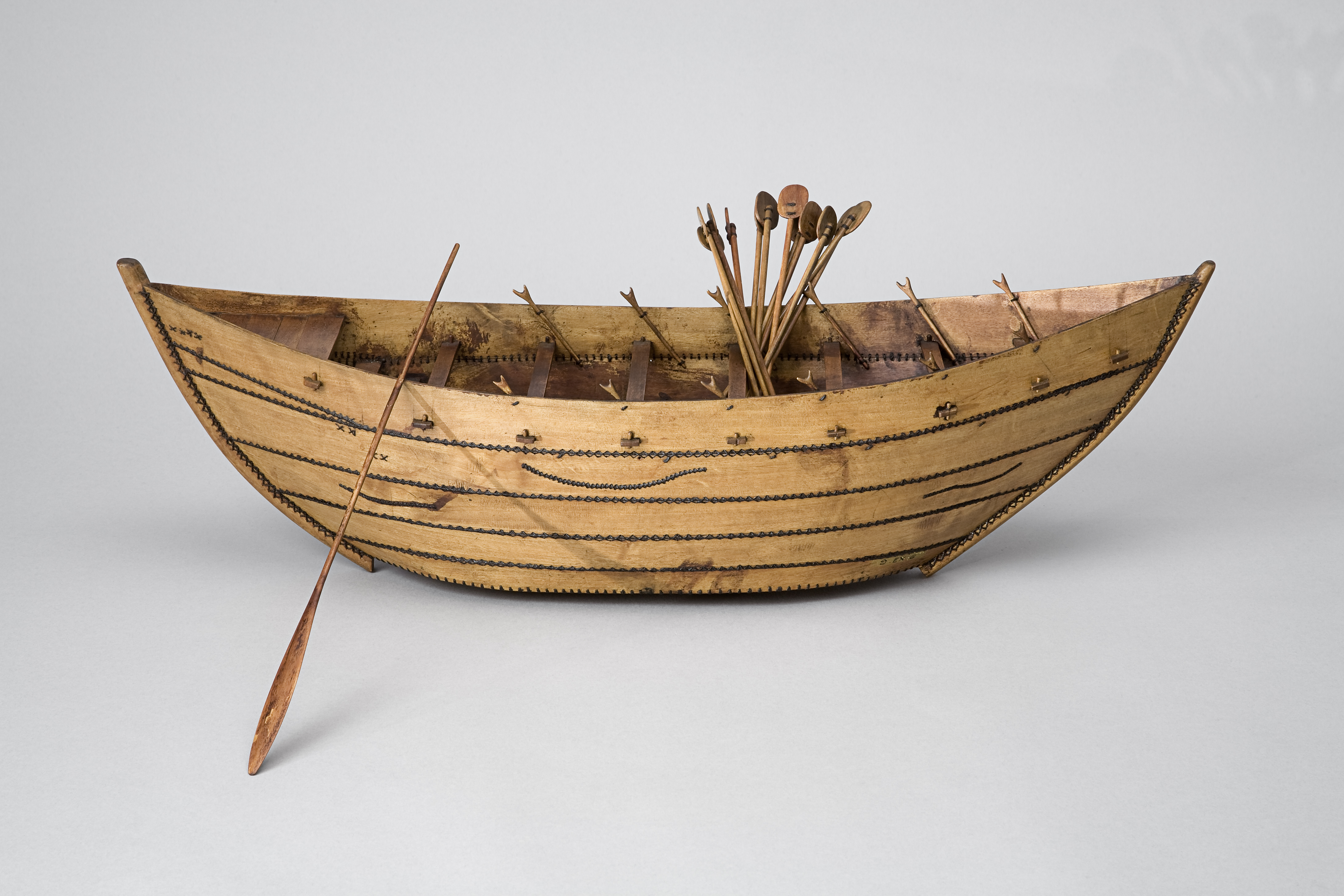
Maquette de chelingue mesuré en 1837 à bord de l'Artémise, du maquettiste Frédéric BAUDE, d'après les plans de François-Edmond Pâris.

Le terme de masula est apparu à la fin du 17e siècle. Les masulas étaient largement utilisés par les Européens au 19e siècle avant la construction du port de Chennai,. Le masula présente des caractéristiques similaires avec le chelingue, autre bateau traditionnel africain utilisé pour la pêche et le transport également.  

### Les Masula décrits par François Edmond Pâris au XIXème siècle
Les masula furent décrits par l'explorateur maritime français François Edmond Pâris dans son Essai sur la construction navales des peuples extra européens en 1841. Il mêle dans ses écrits description technique de ces embarcations et approche anthropologique de leur contexte d’origine, adoptant un regard européen parfois moralisateur.   
François Edmond Pâris décrit dans sa section sur les bâteaux de la Côte de Coromandel ce qu'il appelle les "Chelingue ou masula-manché" comme des embarcations "grossièrement construites, mais si bien assorties aux localités, que, malgré de nombreux essais, les Européens n'ont pu la perfectionner." Il précise: "Ils ont cherché, en variant ses formes, à lui faire acquérir plus de vitesse: mais, s'ils ont atteint ce but, ce n'a jamais été qu'aux dépens de la manière dont elle franchit les barres, c'est-à-dire son objet principal." Il souligne par là la capacité de ces bateaux à franchir les vagues qui se déferlent en continu sur cette côte "constamment battue par la houle”, présentant donc une difficulté majeure pour la navigation. Les qualités de ces petits bateaux en planche cousues, sans membrures, et à fond plat pour permettre un échouage facile sont ainsi résumées par Pâris: “Il faut qu’elle soit légère pour être soulevée et pouvoir monter sur la crête des lames les plus vives; haute pour que l’eau y embarque moins; plate, afin de ne pas chavirer lorsque la mer se retire et l’abandonne sur la plage; enfin très élastique pour ne pas être brisée par les chocs violents qu’elle éprouve, et dont un seul démembrerait un canot européen.”
Il décrit également l'équipage et son positionnement dans l'embarcation, ainsi que ses pratiques de navigation: il évoque notamment le maniement du gouvernail assuré par le patron, appelé Tindal, jugé sur la plate-forme arrière. Pâris raconte comment ce dernier motive ses douze rameurs et ses deux apprentis par des chants repris en chœur.  
Ces textes sont accompagnés de plans et de représentations, qui servirent par la suite de référence pour la réalisation de maquettes, aujourd’hui conservées au Musée de la Marine, dont celle réalisée par Frédéric Baude en 1846. La méthode d’observation et de restitution qu’il a développé lui permet d’être considéré aujourd’hui par certains auteurs comme le père de l’ethnographie nautique. 